# Tropidophis stullae
Espèce
Synonymes
- Tropidophis maculatus stullae Grant, 1940
- Tropidophis haetianus stullae Grant, 1940

Statut CITES
Tropidophis stullae est une espèce de serpents de la famille des Tropidophiidae.

## Répartition
Cette espèce est endémique de Jamaïque.

## Description
C'est un serpent vivipare.

## Étymologie
Cette espèce est nommée en l'honneur d'Olive Griffith Stull.

## Publication originale
- Grant, 1940 : Notes on the reptiles and amphibians of Jamaica, with diagnoses of new species and sub-species. Jamaica To day, Edited by Perlock London, vol. 15, p. 151-157.